# Регресія (геологія)
Регре́сія (рос. регрессия, англ. regression; нім. Regression f) — повільний відступ моря від берегів унаслідок підняття суші й опускання океанічного дна, зменшення об'єму води в океанічному басейні. Регресії неодноразово відбувалися протягом геологічної історії, як правило, збігаючись з епохами гороутворення. 